# ラララ♪モーニング
『ラララ♪モーニング（LaLaLa Morning）』は、山梨放送（YBSラジオ）で2013年4月1日から2025年3月28日まで放送されていた朝の情報番組。
時を同じくしてYBSテレビでは『ててて!TV』が開始し、それまで「アルックススタジオ」呼ばれていたラジオスタジオが「765ラララ♪スタジオ」（後に「ラララ♪スタジオ」）と呼称されるようになった。

## 概要
2013年4月、『765morning』、『765MUX』の後番組としてスタート。
コンセプトは「いそがしい朝に、情報チャージラジオ」。
2021年4月より、10時以降の時間帯に『ひる前らじお うるさごぜん』が開始したため、本番組としては時間短縮。設置されていたコーナーは新番組に移行した。
2023年10月より、7:00に番組開始となった。これは、山梨放送としては68年間続いた『歌のない歌謡曲』が9月29日で終了となったため。
2025年3月28日にて番組終了。3月31日より新番組『909morning』が開始した。

## 放送時間
- 2013-2014年度 7:20-11:40
- 2015-2018年度 7:20-11:50
- 2019-2020年度 7:20-12:00
- 2021年度 7:20-9:30[注 1]
- 2022年度-2023年9月 7:20-9:50
- 2023年10月- 2025年3月 7:00[注 2]-9:50

## 出演者
パーソナリティ
| 期間      | 期間       | 月曜日   | 火曜日     | 水曜日     | 木曜日   | 金曜日     |
| --------- | ---------- | -------- | ---------- | ---------- | -------- | ---------- |
| 2013.4.1  | 2015.3.27  | 櫻井和明 | 櫻井和明   | 浅川初美   | 浅川初美 | 吉岡秀樹   |
| 2015.3.30 | 2016.3.31  | 櫻井和明 | 櫻井和明   | 芦澤紀恵   | 吉岡秀樹 | 和泉義治   |
| 2016.4.1  | 2017.3.31  | 和泉義治 | 吉岡秀樹   | 塩澤未佳子 | 海野紀恵 | 吉永龍司   |
| 2017.4.3  | 2017.12.29 | 櫻井和明 | 櫻井和明   | 櫻井和明   | 海野紀恵 | 吉永龍司   |
| 2018.1.4  | 2019.3.29  | 櫻井和明 | 櫻井和明   | 櫻井和明   | 海野紀恵 | 吉岡秀樹   |
| 2019.4.1  | 2020.3.27  | 櫻井和明 | 櫻井和明   | 依田智子   | 和泉義治 | 吉岡秀樹   |
| 2020.3.30 | 2021.3.31  | 櫻井和明 | 櫻井和明   | 海野紀恵   | 和泉義治 | 小松千絵   |
| 2021.4.1  | 2022.3.31  | 海野紀恵 | 村上幸政   | 岡本桃香   | 田中千尋 | 和泉義治   |
| 2022.4.1  | 2023.3.31  | 田中千尋 | 村上幸政   | 岡本桃香   | 深田幹規 | 服部廉太郎 |
| 2023.4.3  | 2023.9.29  | 和泉義治 | 服部廉太郎 | 岡本桃香   | 深田幹規 | 村上幸政   |
| 2023.10.2 | 2025.3.28  | 和泉義治 | 服部廉太郎 | 和泉義治   | 深田幹規 | 村上幸政   |

スコーパーキャスター
| 2013年度 | 加藤明子、横川紘子、角田郁帆   |
| 2014年度 | 大澤真依、山田千尋、原厚美     |
| 2015年度 | 大澤真依、山田千尋、原厚美     |
| 2016年度 | 大澤真依、山田千尋、原厚美     |
| 2017年度 | 三木礼菜、三浦志織、勝俣栄太郎 |
| 2018年度 | 三木礼菜、三浦志織、勝俣栄太郎 |
| 2019年度 | 三木礼菜、三浦志織、勝俣栄太郎 |
| 2020年度 | 三木礼菜、齋藤里佳、山﨑祐依   |

## 終了時のコーナー
|           | 月曜日 | 火曜日 | 水曜日 | 木曜日 | 金曜日 |
| --------- | --- | --- | --- | --- | --- |
| 7:00      | オープニング | オープニング | オープニング | オープニング | オープニング |
| 7:03      | ニュースヘッドライン | ニュースヘッドライン | ニュースヘッドライン | ニュースヘッドライン | ニュースヘッドライン |
| 7:10      | お早う！ニュースネットワーク（内包番組・ニッポン放送） | お早う！ニュースネットワーク（内包番組・ニッポン放送） | お早う！ニュースネットワーク（内包番組・ニッポン放送） | お早う！ニュースネットワーク（内包番組・ニッポン放送） | お早う！ニュースネットワーク（内包番組・ニッポン放送） |
| 7:25      | フリートーク | フリートーク | フリートーク | フリートーク | フリートーク |
| 7:31      | スポーツ・エンタメニュース | スポーツ・エンタメニュース | スポーツ・エンタメニュース | スポーツ・エンタメニュース | スポーツ・エンタメニュース |
| 7:36      | ラララ♪12星座占い 今日の運勢を12星座別に発表する。 | ラララ♪12星座占い 今日の運勢を12星座別に発表する。 | ラララ♪12星座占い 今日の運勢を12星座別に発表する。 | ラララ♪12星座占い 今日の運勢を12星座別に発表する。 | ラララ♪12星座占い 今日の運勢を12星座別に発表する。 |
| 7:41      | YBS道路交通情報 | YBS道路交通情報 | YBS道路交通情報 | YBS道路交通情報 | YBS道路交通情報 |
| 7:45      | スズキハッピーモーニング 羽田美智子のいってらっしゃい（内包番組・ニッポン放送） | スズキハッピーモーニング 羽田美智子のいってらっしゃい（内包番組・ニッポン放送） | スズキハッピーモーニング 羽田美智子のいってらっしゃい（内包番組・ニッポン放送） | スズキハッピーモーニング 羽田美智子のいってらっしゃい（内包番組・ニッポン放送） | スズキハッピーモーニング 羽田美智子のいってらっしゃい（内包番組・ニッポン放送） |
| 7:50      | フリートーク | フリートーク | フリートーク | フリートーク | フリートーク |
| 8:00      | 話題のアンテナ 日本全国8時です（内包番組・TBSラジオ） | 話題のアンテナ 日本全国8時です（内包番組・TBSラジオ） | 話題のアンテナ 日本全国8時です（内包番組・TBSラジオ） | 話題のアンテナ 日本全国8時です（内包番組・TBSラジオ） | 話題のアンテナ 日本全国8時です（内包番組・TBSラジオ） |
| 8:15      | ニュースヘッドライン | ニュースヘッドライン | ニュースヘッドライン | ニュースヘッドライン | ニュースヘッドライン |
| 8:23      | YBS道路交通情報 | YBS道路交通情報 | YBS道路交通情報 | YBS道路交通情報 | YBS道路交通情報 |
| 8:27      | ラララ♪12星座占い | ラララ♪12星座占い | ラララ♪12星座占い | ラララ♪12星座占い | ラララ♪12星座占い |
| 8:32      | フリートーク | フリートーク | フリートーク | フリートーク | フリートーク |
| 8:36      | 武田鉄矢の今朝の三枚おろし（内包番組・文化放送） | 武田鉄矢の今朝の三枚おろし（内包番組・文化放送） | 武田鉄矢の今朝の三枚おろし（内包番組・文化放送） | 武田鉄矢の今朝の三枚おろし（内包番組・文化放送） | 武田鉄矢の今朝の三枚おろし（内包番組・文化放送） |
| 8:46      | 信州まつもと空港フライトインフォメーション | 信州まつもと空港フライトインフォメーション | 信州まつもと空港フライトインフォメーション | 信州まつもと空港フライトインフォメーション | 信州まつもと空港フライトインフォメーション |
| 8:50      | 天気予報（春季は花粉情報、夏季は紫外線情報） | 天気予報（春季は花粉情報、夏季は紫外線情報） | 天気予報（春季は花粉情報、夏季は紫外線情報） | 天気予報（春季は花粉情報、夏季は紫外線情報） | 天気予報（春季は花粉情報、夏季は紫外線情報） |
| 8:52      | YBSラジオニュース | YBSラジオニュース | YBSラジオニュース | YBSラジオニュース | YBSラジオニュース |
| 8:56      | 農事メモ | 農事メモ | 農事メモ | 農事メモ | 農事メモ |
| 9:00      | フリートーク | フリートーク | フリートーク | フリートーク | フリートーク |
| 9:05      | DRIVE A GOGO! 新車情報をはじめ様々な車にまつわる情報を紹介する。 | 忍ジャム♪ 音楽が大好きな服部が好きな音楽についてひたすら熱くプレゼンする。 | ベジフル通信 野菜や果物を育てている方に向けた季節の管理方法や出荷状況を電話で伺う。                                                                                                | フリートーク | 村上食堂 料理初心者の村上が、地元で愛される名店「割烹 三井」に弟子入りし、料理のいろはを学びながら、食の楽しみを伝えるコーナー。紹介したレシピはYBSホームページ内（村上食堂分店）に掲載。リスナーからの料理投稿も募集しており、その場合はTwitterにハッシュタグ「#村上食堂ybs」をつけて投稿する。 |
| 9:05      | DRIVE A GOGO! 新車情報をはじめ様々な車にまつわる情報を紹介する。 | カルチャーインフォメーション 山梨文化学園で開講される講座の紹介。 | ベジフル通信 野菜や果物を育てている方に向けた季節の管理方法や出荷状況を電話で伺う。                                                                                                | フリートーク | 村上食堂 料理初心者の村上が、地元で愛される名店「割烹 三井」に弟子入りし、料理のいろはを学びながら、食の楽しみを伝えるコーナー。紹介したレシピはYBSホームページ内（村上食堂分店）に掲載。リスナーからの料理投稿も募集しており、その場合はTwitterにハッシュタグ「#村上食堂ybs」をつけて投稿する。 |
| 9:15      | はぴねすくらぶラジオショッピング | はぴねすくらぶラジオショッピング | はぴねすくらぶラジオショッピング | はぴねすくらぶラジオショッピング | はぴねすくらぶラジオショッピング |
| 9:27      | なるほど、いいね！いきいきルーティーン 人生百年時代。年齢を重ねてもいきいきと過ごすための健康習慣、手軽に取り組めるルーティーンをフリーアナウンサーの宮本裕子が毎週紹介。          | モーニングコラム 気になるニュースや話題について専門家に話を聞くコーナー。 | 野球のハナシ ちぼりキャッチボールアカデミー 野球の楽しさや未来に繋げて行くための情報を発信。                                                                                       | ラララ♪なるほど司法博士 日々の生活の中でぶつかる様々な法律問題について、専門家である司法書士が答える。                                                                             | 週末☆天気予報 NNS気象情報室の気象予報士を招いて週末の天気の話を聞く。 |
| 9:45 9:50 | クロストーク・エンディング 『ひる前らじお うるさごぜん』の担当パーソナリティ（月・火・水：櫻井和明、木：小松千絵、金：森川真帆）とのクロストークをしながら番組予告・エンディング。 | クロストーク・エンディング 『ひる前らじお うるさごぜん』の担当パーソナリティ（月・火・水：櫻井和明、木：小松千絵、金：森川真帆）とのクロストークをしながら番組予告・エンディング。 | クロストーク・エンディング 『ひる前らじお うるさごぜん』の担当パーソナリティ（月・火・水：櫻井和明、木：小松千絵、金：森川真帆）とのクロストークをしながら番組予告・エンディング。 | クロストーク・エンディング 『ひる前らじお うるさごぜん』の担当パーソナリティ（月・火・水：櫻井和明、木：小松千絵、金：森川真帆）とのクロストークをしながら番組予告・エンディング。 | クロストーク・エンディング 『ひる前らじお うるさごぜん』の担当パーソナリティ（月・火・水：櫻井和明、木：小松千絵、金：森川真帆）とのクロストークをしながら番組予告・エンディング。 |

## 終了したコーナー一覧
- 虫のコーナー(2020年度 木曜)

和泉が10時台のフリートークの時間帯にリスナーからの虫に関する質問に応えて話題をしたところ、他のリスナーから虫に関する投稿が多く寄せられ、「虫のコーナー」として盛り上がりを見せた。
- 田中千尋のちっとここよってけし(2023年度 木曜)

温泉ソムリエの資格を持つ田中千尋が県内の温泉を紹介するコーナー。2022年度 月曜に移行後も不定期に放送。
- ラララ♪なるほど法務局(2023年度 木曜 2023年6月1日[3] - 8月31日)

法務局の職員を招いて法制度について学んでいくコーナー。
- おかもものアイドルソング特集（2023年度 水曜 2023年7月12日[4] - 9月27日[5]）

モーニングコラムの時間を使って岡本が選曲したアイドルソングをかけていた。
- スリーアップやまなし（2023年度 火曜 2023年10月 - 2024年3月）
山梨の経済を活性・発展させるべく、働き手のスキルアップ・企業の収益アップ・賃金アップのスリーアップを目指す企業の活動を紹介。
- おなかがグーは、しあわせのグー。(2024年5月6日 - 12月31日)

内包番組・JRN系中部ブロック8局企画ネット

## 『ひる前らじお うるさごぜん』に移行したコーナー一覧

### 2021年3月
- 毎日10:15 スコーパー情報→毎日10:20
- 毎日11:15 おもひで★ベストヒット→毎日11:15
- 毎日11:30 ランチリクエスト→毎日11:56 NRN系列局企画ネット。CMのみ。
- 火曜10:30 天気オタ・ぎり→火曜10:35 そらよみごぜん
- 金曜10:30 ざぶとん亭馬場ちゃんのラララ♪ショータイム→水曜10:35 おやじごぜん

### 2025年3月
- 毎日9:20 はぴねすくらぶラジオショッピング → 毎日9:20
- 月曜9:30 DRIVE A GOGO! → 金曜9:10
- 月曜9:30 なるほど、いいね！いきいきルーティーン → 水曜11:20
- 火曜9:10 カルチャーインフォメーション → 火曜11:30
- 水曜9:05 ベジフル通信(5-12月) →火曜9:10
- 水曜9:30 野球のハナシ ちぼりキャッチボールアカデミー → 月曜9:10
- 金曜9:05 村上食堂 → 木曜9:10
- 金曜9:27 週末☆天気予報 →金11:30 みやてん週末天気予報

## エピソード
2021年
4月
- 水曜日担当の岡本桃香は、鳥好きであることを公言し、「#鳥好き好き協会」を立ち上げて、フリートークの枠で鳥の話題でリスナーからの投稿を紹介している。[6]

2022年
6月
- 木曜日担当の深田幹規は、牛乳好きが高じて9時台フリートークの枠で「牛乳コーナー」として牛乳について語ったところ、山梨県牛乳普及協会から「山梨牛乳大使」に任命された[7]。

12月
- 村上幸政が担当する火曜日の村上食堂のコーナーにて『割烹三井』との企画で特製コラボおせち【めで鯛！貝たい！食べたい！村上食堂おせち】を数量限定で販売した[8]。
- 金曜日担当の服部廉太郎と金曜日うるさごぜん担当の岡本桃香のクロストークがリスナーの反響を呼び、2022年12月27日21時からInstagramのライブ動画配信機能を使用して、「桃太郎ラジオ」の配信を行った[9][10]。2回目は2023年1月31日に行った[11]。

2023年
10月
- 水曜日担当の岡本桃香が退社のため9月いっぱいで降板し、当月より和泉義治が月曜、水曜を担当することになった。

12月
- 前年に続き、『割烹三井』とのコラボおせちが本年も販売されることになった[12]。